# TV문화기행
TV문화기행은 2005년 5월 3일부터 11월 22일까지 방송되었던 KBS 2TV의 교양 프로그램이다.

## 방영 목록
| 회차 | 방송일    | 부제                                                          | 비고 |
| ---- | --------- | ------------------------------------------------------------- | ---- |
| 1회  | 5월 3일   | 달마와 함께 하는 선(禪)기행 제1편 - 달마가 서쪽에서 온 까닭은 |      |
| 2회  | 5월 10일  | 달마와 함께 하는 선(禪)기행 제2편 - 달마가 서쪽에서 온 까닭은 |      |
| 3회  | 5월 17일  | 달마와 함께 하는 선(禪)기행 제3편 - 달마가 서쪽에서 온 까닭은 |      |
| 4회  | 5월 24일  | 왈츠, 그 꺼지지 않는 불꽃의 비밀                              |      |
| 5회  | 5월 31일  | 헤밍웨이의 노인과 바다 패배를 거부한 삶                       |      |
| 6회  | 6월 7일   | 고귀한 야만인 폴 고갱                                         |      |
| 7회  | 6월 14일  | 꿈속의 기사 돈키호테 그가 사랑한 세상                         |      |
| 8회  | 6월 21일  | 애굽에서 가나안으로 - 존스타인벡의 분노의 포도                |      |
| 9회  | 6월 28일  | 평화를 외친 화가 - 피카소                                     |      |
| 10회 | 7월 5일   | 찰스다윈 종의 기원                                            |      |
| 11회 | 7월 12일  | 돈강에 흐르는 자유정신－코사크와 고요한 돈강                  |      |
| 12회 | 7월 19일  | 20세기 전설적 영화예술과 러시아사람 타르코프                  |      |
| 13회 | 9월 6일   | 일본을 만든 아톰, 아톰을 만든 데즈카오사무                    |      |
| 14회 | 9월 13일  | 모험을 꿈꾸는 미국인의 초상- 마크 트웨인의 톰소여의 모험      |      |
| 15회 | 9월 20일  | 운명의 노래 ‘파두’ - 사우다데를 찾는 기행                     |      |
| 16회 | 9월 27일  | 그리그의 솔베이그의 노래                                      |      |
| 17회 | 10월 4일  | 테오도라키스의 자유를 향한 목소리                             |      |
| 18회 | 10월 11일 | 변신을 꿈꾸는 보헤미안 - 프란츠 카프카의 <성>                 |      |
| 19회 | 10월 18일 | 오늘도 몰다우는 흐른다 - 스메타나의 나의 조국                 |      |
| 20회 | 11월 1일  | 인간이 신을 떠날 때 - 도스토예프스키의 죄와 벌                |      |
| 21회 | 11월 8일  | 비틀즈 - 그 신화의 탄생                                       |      |
| 22회 | 11월 15일 | 뜨거운 남미의 리듬 - 탱고의 고향을 찾아                       |      |
| 23회 | 11월 22일 | 세상에서 가장 아름답고 쓸쓸한 풍경 - 생텍쥐베리의 어린왕자    |      |